# Теллуриты
Теллу́риты — группа химических соединений, соли теллуристой кислоты H2TeO3. Теллуритом также называется анион TeO32−.

## Получение и свойства
Стандартный метод синтеза теллуритов щелочных и щёлочноземельных металлов - нагревание диоксида теллура {\displaystyle {\ce {TeO2}}} с карбонатами целочных металлов или оксидами щёлочноземельных металлов:
{\displaystyle {\ce {K2CO3 + TeO2 -> K2TeO3 + CO2}}}
{\displaystyle {\ce {CaO + TeO2 -> CaTeO3}}}
Теллуриты щелочных металлов растворимы в воде, переходных - нерастворимы и могут быть получены реакцией обмена:
{\displaystyle {\ce {AgNO3 + Na2TeO3 -> Ag2TeO3 + 2 NaNO3 v}}}
Некоторые теллуриты в таких условиях высаждаются в виде кристаллогидратов - в частности {\displaystyle {\ce {CoTeO3*H2O}}} и {\displaystyle {\ce {NiTeO3*H2O}}}.
Теллуриты щелочных металлов при сплавлении с диоксидом теллура образуют пиротеллуриты:
{\displaystyle {\ce {K2TeO3 + TeO2 -> K2Te2O5}}}
Теллуриты окисляются до теллуратов под действием разнообразных окислителей и в разнообразных условиях: при сплавлении с нитратами и хлоратами щелочных металлов, хромовой кислотой и хроматами или бихроматами в кислых условиях, перманганатими и галогенами.
Окисление теллурита серебра бромом в воде ведёт к образованию раствора ортотеллуровой кислоты:
{\displaystyle {\ce {Ag2TeO3 + Br2 + 2H2O -> Te(OH)6 + 2AgBr v}}}

## Биологическая роль
(TeO₃²⁻) — высокотоксичный анион теллура с заметной биологической активностью, особенно из-за его токсического воздействия на различные организмы, включая бактерии, растения и людей. Все теллуриты – яды.

## Применение
Широкого применения теллуриты не нашли. Теллуриты щелочных металлов используются в бактериологии. Кроме того, теллурит калия используют в качестве добавок при приготовлении питательных сред для выделения возбудителей дифтерии, холеры и других бактерий. А теллурит натрия используется для повышения коррозионной стойкости гальванического никеля.